# Wólka Wojnowska
Wólka Wojnowska – wieś w Polsce położona w województwie świętokrzyskim, w powiecie ostrowieckim, w gminie Ćmielów.
| SIMC    | Nazwa         | Rodzaj    |
| ------- | ------------- | --------- |
| 0789909 | Wólka-Kolonia | część wsi |

W latach 1975–1998 miejscowość administracyjnie należała do województwa tarnobrzeskiego.
Wierni kościoła rzymskokatolickiego należą do parafii Wniebowzięcia Najświętszej Maryi Panny w Ćmielowie.